# Agnone
Agnone község (comune) Olaszország Molise régiójában, Isernia megyében.

## Fekvése
A megye északkeleti részén fekszik. Határai: Belmonte del Sannio, Capracotta, Carovilli, Castelverrino, Castiglione Messer Marino, Pescolanciano, Pescopennataro, Pietrabbondante, Poggio Sannita, Rosello, Schiavi di Abruzzo és Vastogirardi. A Verrino völgyében fekszik.

## Története
Agnone területét már az ókorban lakták, erre utalnak az itt feltárt római sírkövek. A középkorban a Borello család birtoka volt, akik idején velencei kézművesek telepedtek meg, hozzájárulva a vidék kereskedelmének fellendüléséhez. A 19. században nyerte el önállóságát, amikor a Nápolyi Királyságban felszámolták a feudalizmust.

## Népessége
A népesség számának alakulása:

## Főbb látnivalói
- Antiche Fonderie del Rame – középkori öntőde a Verrino folyó völgyében
- San Marco Evangelista-templom'' – a 12. században épült
- San Francesco-templom'' – a 14. században épült
- San Emidio-templom'' – a 14. században épült
- Antica Bodega Oraffa – középkori, velenceiek által alapított manufaktúra